# جولي كينت (غطاسة)
جولي كينت (بالإنجليزية: Julie Kent) هي غطاسة أسترالية، ولدت في 19 أبريل 1965.

## وصلات خارجية
- جولي كينت على موقع الاتحاد الدولي للسباحة (الإنجليزية)
- جولي كينت على موقع اللجنة الأولمبية الدولية (الإنجليزية)
- جولي كينت على موقع أوليمبيديا (الإنجليزية)
- جولي كينت على موقع اللجنة الأولمبية الأسترالية (الإنجليزية)
- جولي كينت على موقع اتحاد ألعاب الكومنولث (مؤرشف) (الإنجليزية)